# Quercus geminata

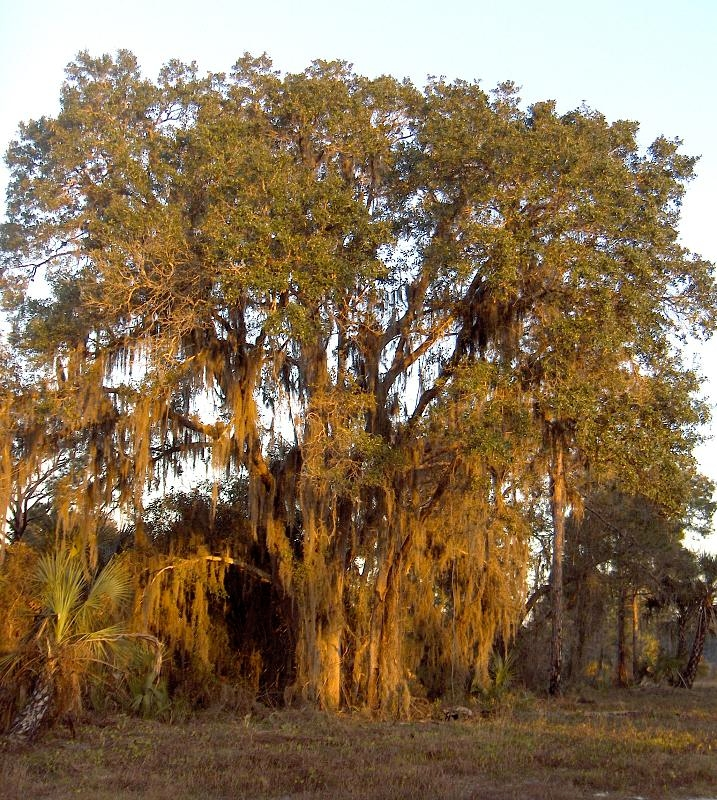
Quercus geminata a la sortida del Sol.

Quercus geminata, anomenat en anglès com a Sand Live Oak, és un roure perennifoli que és natiu en algunes parts de la costa sud-est dels Estats Units, al llarg de la costa de l'Atlàntic del Comtat de Miami-Dade, Florida cap al nord fins al sud-est de Virgínia i al llarg de la costa del Golf des de Florida cap al nord i cap a l'oest fins al sud de Mississipi, a les dunes costaneres i a les sorres blanques en matolls de roure de fulla perenne.
És un arbre petit a mitjana grandària, rabassut i forma matollars. L'escorça és fosca, gruixuda, arrugada i a grans trets solcada. Les fulles són gruixudes, coriàcies, i toscament amb nervis, amb marges extremadament capgirats, donant-los-hi l'aparença de bols invertits poc profunds, les seves parts superiors són de color verd fosc i les seves parts inferiors de color gris pàl·lid i ben aviat tomentoses; i els seus pecíols són densament pubescents, són simples i en general planes amb marges durs i opacs, que té una longitud de 2-12 cm i una amplada de 0,5-4 cm. Les flors masculines són aments penjants verds. Les glans són petites, 1-2,5 cm, oblongoel·lipsoïdals o ovoides, i en general els peduncles neixen en parelles de diferents llargades.
En el matollar d'alzines costaneres de Florida, Quercus geminata és una espècie ubiqua i abundant, l'amenaçada garsa blava de bardissa de Florida només es troba en el matollar de Florida. Cyclobalanopsis, amb característiques amb Quercus geminata i Quercus virginiana, creien a l'interior. Es creu que aquestes mostres són híbrids de Quercus geminata i de Quercus virginiana. Mentre es produeix la hibridació entre el Q. geminata i Q. virginiana, les dues espècies són genèticament i morfològicament diferents. El Quercus cubana, s'ha donat a entendre que és un híbrid entre Quercus geminata i Quercus oleoides, però l'evidència recent suggereix que el Quercus cubana és una espècie separada sense origen híbrid.

## Sinonímia
- Quercus geminata var. grandifolia
- Quercus geminata var. reasoneri
- Quercus virginiana var. geminata
- Quercus virginiana f. grandifolia